# Robert Whitehead (Ingenieur)

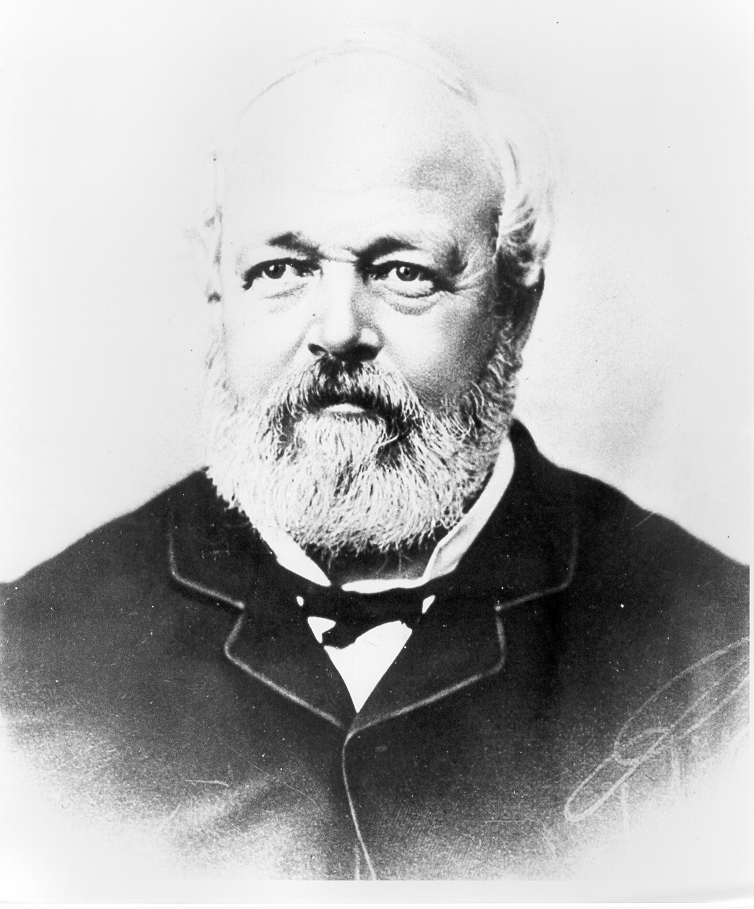
Robert Whitehead

Robert Whitehead (* 3. Januar 1823 in Bolton, England; † 14. November 1905 in Shrivenham, Oxfordshire, England) war ein britischer Ingenieur und Konstrukteur, der zusammen mit Giovanni Luppis die ersten Torpedos mit eigenem Antrieb und Selbststeuerung entwickelte. Damit schuf er eine Waffe, die beide Weltkriege (U-Boot-Krieg) entscheidend beeinflusste.

## Leben
Whitehead besuchte das Manchester's Mechanics Institute, arbeitete dann in einer Werft im französischen Toulon. Danach zog er nach Mailand, um Textilmaschinen zu konstruieren, und 1848 nach Triest, um als Konstrukteur beim Österreichischen Lloyd zu arbeiten. 1856 wurde er Manager der Metallgießerei Fonderia Metalli in Fiume. Er änderte den Firmennamen in Stabilimento Tecnico Fiumano und begann mit der Herstellung von Dampfkesseln und -maschinen für Schiffe. Die Firma führte Arbeiten für die Österreichisch-Ungarische Marine aus. Whitehead gründete weitere Unternehmen zur Herstellung von Dampfmaschinen und Lokomotiven in anderen Ländern Europas und wurde ein erfolgreicher Geschäftsmann.

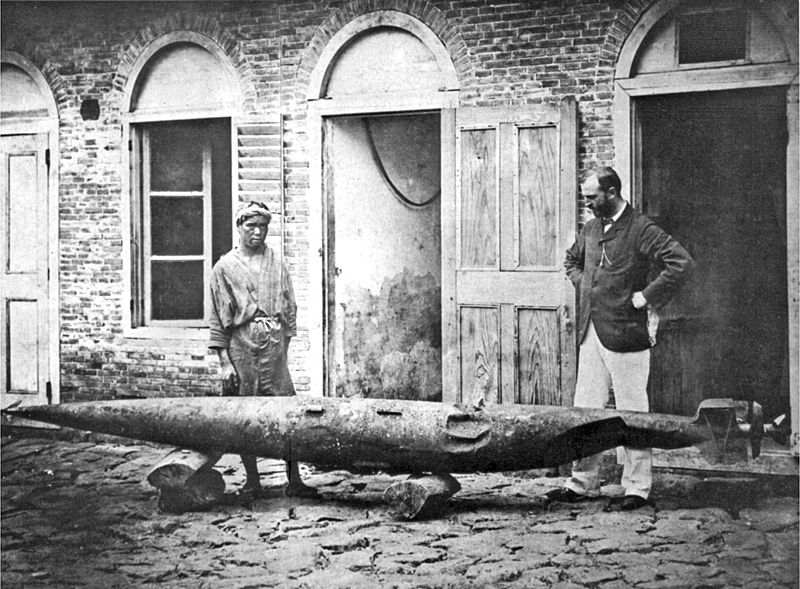
Robert Whitehead mit einem beschädigten Test-Torpedo

1864 schloss Whitehead einen Vertrag mit dem Ingenieur Giovanni Luppis, um dessen 1860 erfundenen ersten Prototypen eines selbstangetriebenen Torpedos weiterzuentwickeln. Luppis hatte vorher in der österreichischen Marine gearbeitet und versuchte nun, seine Idee einer neuen Waffe umzusetzen. Whitehead entwickelte den Torpedo für die österreichische Marine und führte ihn 1866 in Fiume erstmals vor. Dieser Torpedo namens Minenschiff  hatte eine Breite von 35,5 cm und eine Länge von 3,35 m, wog 136 kg, trug eine 9 kg schwere Sprengladung in der Spitze, hatte eine Reichweite von 300 bis 400 Metern und erreichte eine Geschwindigkeit von 6 Knoten. Als Energiequelle für den Antrieb diente auf 40 bar (40 kp/cm²) verdichtete Luft, die in einem Druckbehälter mitgeführt wurde.  Die Marinekommission akzeptierte schließlich das Modell und beauftragte die Ingenieure mit der Aufnahme einer Testproduktion.

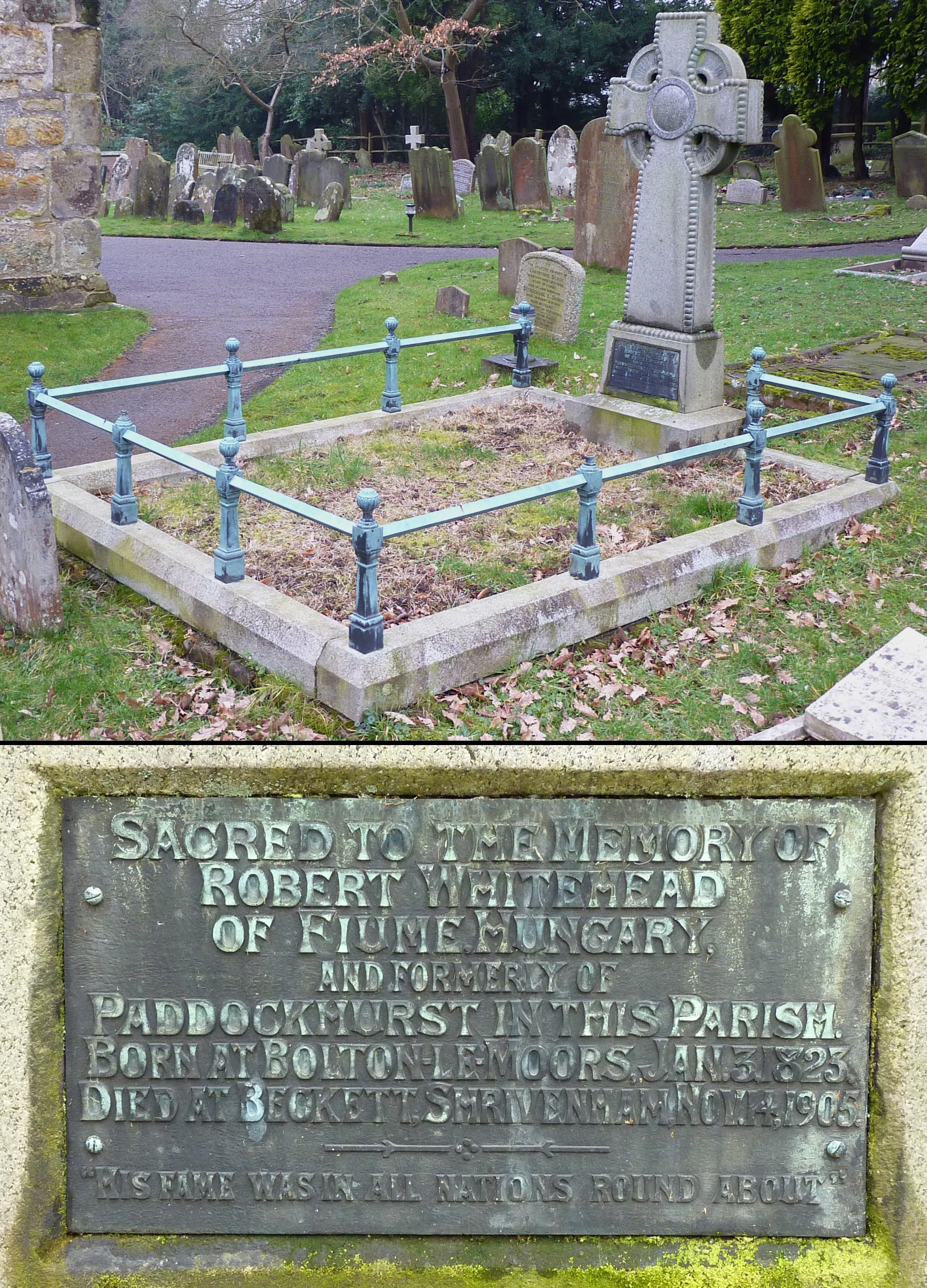
Whiteheads Grab in Worth (West Sussex)

1875 gründete er die Whitehead-Werft in Fiume, damals königliche Freistadt der ungarischen Reichshälfte, heute Rijeka in Kroatien. 1890 steigerte Whitehead die Geschwindigkeit seiner Torpedos auf 30 Knoten. 1891 eröffnete er eine Fabrik nahe Portland Harbour, da die britische Marine seine Torpedos in großen Stückzahlen bestellen wollte, aber darauf bestand, dass diese in Großbritannien hergestellt werden. 1895 verbesserte er die Selbststeuerung durch den Einbau eines Kreiselinstruments (Gyroskop), einer Entwicklung des Österreichers Ludwig Obry.
Zuletzt zog Robert Whitehead nach England zurück und mietete von Lord Barrington Beckett Hall bei Shrivenham, wo er am 14. November 1905 verstarb. Bis zu seinem Tod wurde er bereits in mehreren Ländern für seine Erfindungen und Leistungen vielfach ausgezeichnet, jedoch nicht in seinem Heimatland England.

## Familie
Whitehead heiratete 1846 Frances Maria Johnson (23. September 1821–9. April 1883). Sie hatten zwei Töchter, Frances Eleanor und Alice, sowie drei Söhne, die das Erwachsenenalter erreichten, John, James und Robert. Seine Tochter Frances Eleanor heiratete Louis Hassenpflug, den Sohn von Ludwig Hassenpflug und Charlotte Grimm. Seine Tochter Alice heiratete 1869 Georg Anton Maria Graf von Hoyos, Freiherr zu Stichsenstein (1842–1904), der als österreichisch-ungarischer Marineoffizier in Fiume mit der Kommissionierung von Whiteheads Erfindung beauftragt war, dann Partner seines Schwiegervaters in der Torpedofabrik wurde und später die Whitehead-Werft aufkaufte und in Silurifico Whitehead umbenannte. Die ältere Tochter aus der Ehe von Alice mit dem Grafen, Leopoldine von Hoyos, heiratete den deutschen Diplomaten Graf Ludwig von Plessen-Cronstern, ihre Schwester Marguerite Malvine von Hoyos heiratete 1892 den Sohn des deutschen Reichskanzlers, Herbert Graf von Bismarck-Schönhausen.
Der Sohn John Whitehead, geboren 1854, der seinem Vater schon bei der Entwicklung des Torpedos behilflich war, wurde als Direktor in der Whitehead-Werft angestellt. John arbeitete in den 1880ern unter anderem mit Ernst Mach zusammen. Eine Tochter von John Whitehead, Agathe (1891–1922), ehelichte den später als Vater der Trapp-Familie berühmt gewordenen U-Boot-Kommandant Georg Ludwig von Trapp.

## Museale Rezeption
Im Wiener Heeresgeschichtlichen Museum ist im Marinesaal ein originaler Whitehead-Torpedo ausgestellt.